# Betung (Abab)
Betung is een bestuurslaag in het regentschap Muara Enim van de provincie Zuid-Sumatra, Indonesië. Betung telt 2093 inwoners (volkstelling 2010).